# Giorgio Marinucci
Giorgio Marinucci (L'Aquila, 27 dicembre 1934 – Roma, 19 aprile 2013) è stato un giurista italiano.
È stato professore ordinario di Diritto penale insegnando nelle Università degli Studi di Sassari, Ferrara e Pavia, sino ad ottenere la prima cattedra di Diritto penale dell'Università Statale di Milano. È stato giudice costituzionale aggregato nel processo Lockheed dal 1977 al 1980. Assieme ad Emilio Dolcini ha scritto alcuni autorevoli manuali sulla parte generale del diritto penale.

## Biografia
Figlio dell'avvocato Gustavo Marinucci e fratello di Elena Marinucci Mariani e di Bernardino Marinucci, si laureò in Giurisprudenza presso l'Università La Sapienza di Roma, compagno di corso di Stefano Rodotà e Giuliano Amato; indi si trasferisce a Milano per svolgere la professione di avvocato nello studio di Giacomo Delitala, professore di diritto penale. In quel periodo stringe amicizia con il collega Cesare Pedrazzi.
Su invito di Delitala, inizia contestualmente la carriera nel mondo accademico. Nel 1967 è divenuto professore ordinario di diritto penale. Dal 1967 al 1971 ha insegnato all'Università di Sassari, successivamente, dopo un biennio presso l'Università di Ferrara, si è trasferito a Pavia rimanendovi dal 1973 al 1985. In seguito, ha lasciato l'Università di Pavia per diventare titolare della prima cattedra di diritto penale della Statale di Milano. Su proposta della Facoltà di Giurisprudenza, è stato nominato nel giugno del 2011 professore emerito di diritto penale.
Durante la sua carriera si è occupato soprattutto della teoria generale del reato, della riforma del sistema penale italiano e della politica criminale. Ha collaborato a lungo con Emilio Dolcini con cui ha condiviso numerose pubblicazioni. Le sue monografie ed i suoi manuali sono stati considerati testi di riferimento da parte della dottrina.
Tra i suoi allievi si annoverano Francesco Angioni, Carlo Enrico Paliero, Cristina De Maglie, Francesco Viganò e Gian Luigi Gatta.
Per Giuffrè ha condiretto l'autorevole Rivista italiana di diritto e procedura penale.
Ha scritto su molti temi della parte generale e speciale del diritto penale nonché su svariati problemi di politica criminale e riforma del sistema penale.

## Principali pubblicazioni
- Il diritto pena le dei marchi. Studi, Giuffrè, Milano, 1962
- La colpa per inosservanza di leggi, Giuffrè, Milano, 1965
- Il reato come azione. Critica di un dogma, Giuffrè, Milano, 1971[2]
- Corso di diritto penale, 1ª ed., I, Nozione, struttura e sistematica del reato, Giuffrè, Milano, 1995 (in collaborazione con Emilio Dolcini).
- Corso di diritto penale, 2ª ed., I, Le fonti. Il reato: nozione struttura e sistematica,Giuffrè, Milano, 1999 (in collaborazione con Emilio Dolcini).
- Corso di diritto penale, 3ª ed., I., Le norme penali: fonti e limiti di applicabilità. Il reato: nozione, struttura e sistematica, Giuffrè, Milano, 2001  (in collaborazione con Emilio Dolcini)
- Diritto penale,  parte generale, Giuffrè, Milano, 2002, (in collaborazione con Emilio Dolcini).
- Manuale di diritto penale, parte generale, Giuffrè, Milano, 2004, (in collaborazione con Emilio Dolcini)
- Manuale di diritto penale, parte generale, Giuffré, Milano, 2006 (in collaborazione con Emilio Dolcini)
- Manuale di diritto penale, parte generale, Giuffré, 2009 (in collaborazione con Emilio Dolcini)
- Diritto penale in trasformazione, Giuffrè, Milano, 1985, (in collaborazione con Emilio Dolcini)
- Studi di diritto penale, Giuffrè, Milano, 1991. (in collaborazione con Emilio Dolcini).
- Codice penale commentato, IPSOA, Milano, 1999, vol.I-II, pp.2456 (in collaborazione con Emilio Dolcini).
- Codice penale commentato. Appendice di aggiornamento, IPSOA, Milano, 2000, (in collaborazione con Emilio Dolcini).
- Giustizia e politica tra difesa sociale e garanzie, Edizioni Comedit, Milano, (in collaborazione con C. Smuraglia).
- Irretroattività e retroattività nella materia penale: gli orientamenti della Corte Costituzionale. Cinquanta anni della Corte costituzionale della Repubblica italiana, in Diritto penale e giurisprudenza costituzionale, a cura di Giuliano Vassalli, Edizioni Scientifiche Italiane, 2006
- Codice penale commentato. Appendice di aggiornamento, IPSOA, 2006, (in collaborazione con Emilio Dolcini).
- Sistema penale e "sicurezza pubblica": le riforme del 2009, IPSOA, 2009, (a cura di S. Corbetta, A. Della Bella, G.L. Gatta)